# Biała Góra (powiat radomszczański)
Biała Góra – osada w Polsce położona w województwie łódzkim, w powiecie radomszczańskim, w gminie Dobryszyce.
W latach 1975–1998 miejscowość administracyjnie należała do województwa piotrkowskiego.
Inne miejscowości o nazwie Biała Góra: Biała Góra